# Niko Grünfeld
Niko Grünfeld (født 13. marts 1975, Sønderborg) er en københavnsk kommunalpolitiker. I januar-oktober 2018 var han kultur- og fritidsborgmester i Københavns Kommune for Alternativet. Han var i 2013 sammen med blandt andre Uffe Elbæk og Rasmus Nordqvist med til at grundlægge Alternativet, men forlod partiet i 2020 og blev løsgænger i Københavns Borgerrepræsentation. 
20. april 2020 stiftede han sammen med Uffe Elbæk og Sikandar Siddique partiet Frie Grønne - Danmarks nye venstrefløjsparti.. Niko Grünfeld repræsenterer Frie Grønne i Københavns Borgerrepræsentation og er derudover leder i Frie Grønne Råd, der er partiets hovedbestyrelse.

## Uddannelse og arbejde
Niko Grünfeld har en (HD) i økonomi, ledelse og organisationsteori fra Handelshøjskolen i Aarhus. I mere end 10 år var han direktør og indehaver af den internationale ledelses- og uddannelsesvirksomhed, WIP, og var i en årrække også udviklingsleder og underviser på iværksætterskolen, KaosPiloterne. Grünfeld har desuden en fortid som PR- og Marketingskonsulent i Swindon Town Football Club og AGF Kontraktfodbold A/S. 
Grünfeld er folkevalgt til Københavns Borgerrepræsentation og bestyrelsesmedlem i Rådet for Visuel Kunst, Kulturskolerne i København, Vurderingsnævnet m.fl.
Da Grünfeld i 2015 var folketingskandidat for Alternativet, publicerede Altinget.dk opstillede kandidaters CV'er; her havde Grünfeld afkrydset i rubrikken "lang videregående uddannelse", hvilket senere skabte debat, da en HD i økonomi, ledelse og organisationsteori bør angives som en mellemlang videregående uddannelse. Desuden havde Grünfeld fejlagtigt godkendt en faktaboks, der senere blev publiceret i Altinget.dk og Politiken, som inkluderede en efteruddannelse i positiv psykologi fra Aarhus Universitet, som han aldrig havde taget.

## Politik
Grünfeld er tidligere Kulturborgmester i København og nu medlem af Borgerrepræsentationen, hvor han repræsenterer Frie Grønne. Grünfeld sidder i Gruppeformandskredsen, Børne- og Ungdomsudvalget samt Sundheds- og Omsorgsudvalget. Han er også bestyrelsesmedlem af Rådet for Visuel Kunst m.fl.
Grünfeld var sammen med Uffe Elbæk en af Alternativets grundlæggere. Som en af de skabende kræfter bag partiets markante fremdrift var han af flere omgange medlem af Alternativets Hovedbestyrelse, stiftede lokalforeninger i København og blev i foråret 2017 valgt til partiets spidskandidat i Københavns Kommune ved kommunalvalget 2017. Grünfeld førte her Alternativet København til en historisk valgsejr for et nyt parti, hvor Alternativet som det tredjestørste parti og 10,5% af stemmerne blev valgt ind i den københavnske borgerrepræsentation. Grünfeld selv opnåede det fjerde højeste personlige stemmetal (4005). 
Efter valget indgik partiet i en konstitueringsaftale, der gav Alternativet bestyrelsesposter i Metroselskabet til en værdi af 125.000 kr. og fik desuden 4. valg blandt borgmesterposterne i kommunen. Grünfeld blev herefter indstiftet som kultur- og fritidsborgmester.
Konstitueringsaftalen udløste utilfredshed blandt visse aktivistgrupper i Alternativet, som især gav sig til kende på facebooksider og i de sociale medier. Alternativets medlemmer af borgerrepræsentationen og den københavnske kommunalbestyrelse i partiet meddelte dog, at valget af borgmesterposten i Kultur- og Fritidsforvaltningen på forhånd havde været en klar prioritet for partiet, hvorfor denne beslutning ikke blev ændret.
Grünfeld argumenterede for valget af kulturborgmesterposten med denne kronik i Politiken, som skabte ny debat om betydningen af kultur, kunst og folkeoplysning. Mens han var borgmester, besad han samtidig posten som 1. suppleant til Folketinget i Østjyllands Storkreds. Da han fik muligheden for at indtræde i Folketinget, i forbindelse med at Josephine Fock forlod sin folketingspost for en ansættelse i Dansk Flygtningehjælp, valgte Grünfeld dog at fastholde sit engagement i københavnsk lokalpolitik. 
I efteråret 2018 skabte Niko Grünfeld negative overskrifter, da Radio24syv viderebragte historien om, at Grünfeld efter at være blevet valgt til Kultur- og Fritidsborgmester havde ommøbleret sit borgmesterkontor. Indretningen inkluderede blandt andet nye, danskproducerede møbler for cirka 85.000 kroner ekskl. moms.  Dette var for nogen kontroversielt, da Alternativet med Grünfeld i spidsen havde talt for en mere bæredygtig indkøbspolitik.
Efter kritik af forbrug, uro i baglandet og forkerte oplysninger ifm. uddannelseskategorisering meddelte Grünfeld 17. oktober 2018, at han af hensyn til sin familie trak sig fra borgmesterposten.
I februar 2020 meddelte Grünfeld, at han forlod Alternativet i en erkendelse af, at "partiets sjæl er ædt op indefra", og "den syge politiske kultur" ikke var i overensstemmelse med Grünfelds værdier. I marts måned 2020 valgte også partistifter, Uffe Elbæk, og tre andre folketingsmedlemmer at blive løsgængere og dermed forlade Alternativet. Han blev senere medstifter af partiet Frie Grønne.
I 2020 blev forslag fra Grünfeld i Borgerrepræsentationen om, at København skulle undersøge muligheden for at hyre en stadsgartner samt muligheden for at give større transportfradrag til de af kommunens ansatte, der cykler på arbejde, vedtaget. I et debatindlæg i Politiken i september 2020 stillede han spørgsmål ved, om byen var mere optaget af at virke klimabevidst end at være klimabevidst.